# Glandă salivară sublinguală

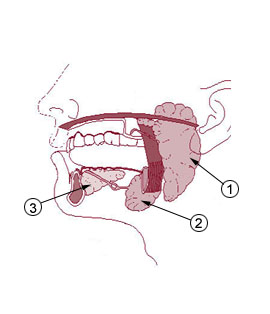
Glandele salivare ale cavității bucale. 1-glanda parotidă, 2-glanda submandibulară, 3-glanda sublinguală.

Glanda sublinguală este o glandă salivară, ce se află sub limbă. Aceasta este cea mai mică dintre cele 3 glande salivare importante. Omul are 2 glande sublinguale situate sub limbă.

## Funcții
Glanda sublinguală secretă mucină, o componentă vâscoasă a salivei, bogată în mucus și unele enzime și proteine. 